# Amphisamytha fauchaldi
Amphisamytha fauchaldi är en ringmaskart som beskrevs av Solis-Weiss och Hernandez Alcantaera 1994. Amphisamytha fauchaldi ingår i släktet Amphisamytha och familjen Ampharetidae. Inga underarter finns listade i Catalogue of Life.